# Simon Epstein
Simon Epstein (nascido em 1947 em Paris) é um economista e historiador israelense.

## Carreira
Epstein obteve um doutorado em ciência política na Universidade Pantheon-Sorbonne. Ele se mudou para Jerusalém em 1974 e trabalhou como economista para o Ministério das Finanças de Israel.
Desde 1982, suas principais áreas de pesquisa têm sido o antissemitismo e o racismo.

## Publicações
- L'Antisémitisme français aujourd'hui et demain, Belfond, 1984
- Cry of Cassandra: the resurgence of European anti-semitism, National Press, A Zenith, 1985
- Les Chemises jaunes : chronique d'une extrême-droite raciste en Israël, Calmann-Lévy, História contemporânea, 1990
- Les institutions israélites françaises de 1919 à 1939: solidarité juive et lutte contre l'antisémitisme, Paris 1, 1990
- Les institutions israélites françaises de 1929 à 1939: solidarité juive et lutte contre l'antisémitisme, Lille 3 University, ANRT, 1990
- Cyclical patterns in antisemitism: the dynamics of anti-Jewish violence in western countries since the 1950s, Analysis of current trends in antisemitism/ACTA, No. 2, Hebrew University of Jerusalem, Vidal Sassoon International Center for the Study of Antisemitism, 1993
- Histoire du peuple juif au XXe siècle: de 1914 à nos jours, Paris, Hachette Littératures, 1982, series Pluriel, No. 993, 2000
- Les Dreyfusards sous l'Occupation, Albin Michel, series Bibliothèque Albin Michel de l'histoire, 2001
- Storia del popolo ebraico, Seam, 2001
- Un paradoxe français : antiracistes dans la Collaboration, antisémites dans la Résistance. Col: Bibliothèque Albin Michel. Histoire. Paris: Albin Michel. 2008. ISBN 978-2-226-17915-9[1][2][3][4]
- 1930, une année dans l'histoire du peuple juif, Stock, 2012[5]